# 竹谷町 (蒲郡市)
竹谷町（たけのやちょう）は、愛知県蒲郡市の地名。

## 地理
蒲郡市西部に位置する。北は柏原町に接する。

### 河川
- 尺地川[1]

### 字一覧
- 足洗（あしあらい）[WEB 6]
- 新井（あらい）[WEB 6]
- 池下（いけした）[WEB 6]
- 泉（いずみ）[WEB 6]
- 井瀬木（いせぎ）[WEB 6]
- 一ノ坪（いちのつぼ）[WEB 6]
- 稲荷（いなり）[WEB 6]
- 犬飼（いぬかい）[WEB 6]
- 犬飼港（いぬかいみなと）[WEB 6]
- 井ノ上（いのうえ）[WEB 6]
- 今御堂（いまみどう）[WEB 6]
- 上ノ山（うえのやま）[WEB 6]
- 上松（うえまつ）[WEB 6]
- 内山（うちやま）[WEB 6]
- 梅薮（うめやぶ）[WEB 6]
- 江尻（えじり）[WEB 6]
- 江畑（えばた）[WEB 6]
- 王子（おうじ）[WEB 6]
- 大久古（おおくご）[WEB 6]
- 太田新田（おおたしんでん）[WEB 6]
- 奥林（おくばやし）[WEB 6]
- 鍜治替戸（かじかえど）[WEB 6]
- 蟹洗（かにあらい）[WEB 6]
- 上日山（かみひやま）[WEB 6]
- 神田（かんだ）[WEB 6]
- 小山（こやま）[WEB 6]
- 作間（さくま）[WEB 6]
- 七反（しちたん）[WEB 6]
- 下日山（しもひやま）[WEB 6]
- 玉ノ木（たまのき）[WEB 6]
- 月田（つきだ）[WEB 6]
- 道泉（どうせん）[WEB 6]
- 中長（なかおさ）[WEB 6]
- 中野（なかの）[WEB 6]
- 西ケ崎（にしがさき）[WEB 6]
- 錦田（にしきだ）[WEB 6]
- 西ノ浜（にしのはま）[WEB 6]
- 野川（のがわ）[WEB 6]
- 迫（はさま）[WEB 6]
- 土生（はぶ）[WEB 6]
- 浜家（はまけ）[WEB 6]
- 浜田（はまだ）[WEB 6]
- 東作間（ひがしさくま）[WEB 6]
- 日坂野（ひさかの）[WEB 6]
- 前浜（まえはま）[WEB 6]
- 政久（まさきゆう）[WEB 6]
- 松田（まつだ）[WEB 6]
- 松本（まつもと）[WEB 6]
- 宮前（みやまえ）[WEB 6]
- 元町（もとまち）[WEB 6]
- 八ツケ口（やつがぐち）[WEB 6]
- 油井（ゆい）[WEB 6]
- 油井浜（ゆいはま）[WEB 6]
- 横井（よこい）[WEB 6]

## 歴史

### 地名の由来
台地の下端に湿地帯があり、そこに竹の密集地があったことに由来するという。

### 人口の変遷
国勢調査による人口および世帯数の推移。
| 1995年（平成7年）  | 1585世帯 5209人 |  |
| 2000年（平成12年） | 1764世帯 5343人 |  |
| 2005年（平成17年） | 2015世帯 5477人 |  |
| 2010年（平成22年） | 2275世帯 5748人 |  |
| 2015年（平成27年） | 2513世帯 5984人 |  |
| 2020年（令和2年）  | 2557世帯 5908人 |  |

### 沿革
- 江戸時代 - 宝飯郡竹谷村として所在[2]。
- 慶長6年 - 旗本松平家信の知行地となる[2]。
- 元和4年 - 松平家信が大名となったことから、形原藩領となる[2]。
- 元和5年 - 旗本松平庄右衛門清直の知行地となる[2]。
- 延宝元年 - 幕府領となる[2]。
- 延宝8年 - 旗本松平内匠頭乗親の知行地となる[2]。
- 正徳2年 - 再び幕府領となる[2]。
- 享保3年 - 旗本竹本正綱・富松重基・林重好・桑島政周の4給地となる[2]。
- 天保3年 - 新開地が西尾藩領となり5給地となる[2]。
- 1877年（明治10年） - 太田新田を合併[2]。
- 1889年（明治22年） - 塩津村大字竹谷となる[2]。
- 1906年（明治39年） - 名古屋塩務局蒲郡出張所が蒲郡町から移転[2]。
- 1940年（昭和15年） - 塩津郵便局が開局[2]。
- 1948年（昭和23年） - 塩津中学校が開校[2]。
- 1954年（昭和29年） - 蒲郡市竹谷町となる[2]。
- 1964年（昭和39年） - 東海道本線跨線橋が開通[2]。
- 1966年（昭和41年） - 一部が栄町に編入される[2]。
- 1980年（昭和55年） - 竹谷運動公園が設置[2]。
- 1981年（昭和56年） - 鹿島バイパスが開通[2]。

## 交通
- 愛知県道蒲郡碧南線[1]
- 国道23号[1]
- JR東海道本線[1]
- 名鉄蒲郡線[1]
- 東海道新幹線[1]

## 施設
- 竹谷城址[1]
- 蒲郡競艇場[1]
- 公民館[1]
- 蒲郡市立塩津小学校[1]
- 蒲郡市立塩津中学校[1]
- 竹谷神社[1]
- 尺地社[1]
- 浄土宗西山深草派浄夢院[1]
- 真宗大谷派信光寺[1]
- 曹洞宗全保寺[1]

### WEB
1. ↑  “愛知県蒲郡市の町丁・字一覧”.   人口統計ラボ. 2024年1月22日閲覧。
2. 1 2  総務省統計局 (2022年2月10日). “令和2年国勢調査の調査結果(e-Stat) - 男女別人口，外国人人口及び世帯数－町丁・字等” (CSV). 2023年8月2日閲覧。
3. ↑  “愛知県蒲郡市の郵便番号一覧”.   日本郵便. 2024年1月22日閲覧。
4. ↑  “市外局番の一覧” (PDF).   総務省 (2022年3月1日). 2022年3月22日閲覧。
5. ↑  “ナンバープレートについて”.   一般社団法人愛知県自動車会議所. 2024年1月21日閲覧。
6. 1 2 3 4 5 6 7 8 9 10 11 12 13 14 15 16 17 18 19 20 21 22 23 24 25 26 27 28 29 30 31 32 33 34 35 36 37 38 39 40 41 42 43 44 45 46 47 48 49 50 51 52 53 54  “愛知県豊田市明賀町の住所一覧”.   ゼンリン. 2024年8月21日閲覧。
7. ↑  総務省統計局 (2014年3月28日). “平成7年国勢調査の調査結果(e-Stat) - 男女別人口及び世帯数 －町丁・字等” (CSV). 2021年7月20日閲覧。
8. ↑  総務省統計局 (2014年5月30日). “平成12年国勢調査の調査結果(e-Stat) - 男女別人口及び世帯数 －町丁・字等” (CSV). 2021年7月20日閲覧。
9. ↑  総務省統計局 (2014年6月27日). “平成17年国勢調査の調査結果(e-Stat) - 男女別人口及び世帯数 －町丁・字等” (CSV). 2021年7月21日閲覧。
10. ↑  総務省統計局 (2012年1月20日). “平成22年国勢調査の調査結果(e-Stat) - 男女別人口及び世帯数 －町丁・字等” (CSV). 2021年7月21日閲覧。
11. ↑  総務省統計局 (2017年1月27日). “平成27年国勢調査の調査結果(e-Stat) - 男女別人口及び世帯数 －町丁・字等” (CSV). 2021年7月21日閲覧。

### 書籍
1. 1 2 3 4 5 6 7 8 9 10 11 12 13 14 15 16 17 18  「角川日本地名大辞典」編纂委員会 1989, p. 1659.
2. 1 2 3 4 5 6 7 8 9 10 11 12 13 14 15 16 17 18 19 20  「角川日本地名大辞典」編纂委員会 1989, p. 797.